# 如皋火腿
如皋火腿又名“北腿”，与“南腿”金华火腿、“云腿”宣威火腿齐名，为三大中式火腿之一。它产于江苏省如皋市。特点是薄皮细爪，形如琵琶，色红似火。

## 历史
如皋火腿起源于1851年（清咸丰初年）的“同和泰”制腿栈。